# 西大門消防署
西大門消防署（ソデムンしょうぼうしょ）はソウル消防災難本部所属の消防署である。

## 管轄区域
- 西大門区

## 沿革
- 2006年1月2日 - 西部消防署（3派出所）、鍾路消防署（1派出所）から分離して設置。

## 119安全センター
| 119安全センター       | 住所                 | 管轄区域                                 |
| --------------------- | -------------------- | ---------------------------------------- |
| 延禧119安全センター   | 西大門区延禧路182    | 西大門区のうち延禧洞、新村洞             |
| 北加佐119安全センター | 西大門区繒加路242    | 西大門区のうち北加佐1、2洞、南加佐1、2洞 |
| 弘恩119安全センター   | 西大門区弘恩中央路83 | 西大門区のうち弘済1-3洞、弘恩1、2洞      |
| 渼芹119安全センター   | 西大門区統一路113    | 西大門区のうち天然洞、忠峴洞、北阿峴洞   |